# Караван, Дани
Дани Караван (ивр. דני קרוון‎, англ. Dani Karavan, 7 декабря 1930, Тель-Авив — 29 мая 2021, Тель-Авив) — израильский скульптор и художник.

## Биография и творчество
Родился в семье архитектора. Еврей. С 13 лет учился живописи, с 1943 года занимался у сюрреалиста Марселя Янко, в 1943—1949 годах — в художественной школе в Иерусалиме. В 1948—1955 годах жил в кибуце. В 1956—1957 годах изучал технику фресковой живописи в Академии изящных искусств во Флоренции, затем — в Академии Гранд-Шомьер в Париже. Представлял Израиль на Биеннале в Венеции (1976), на Документе в Касселе (1977). Приглашённый профессор в Школе изобразительных искусств в Париже (1984).
Оформлял спектакли Марты Грэм (1961—1974).
Умер 29 мая 2021 года на 91-м году жизни в Тель-Авиве.

## Произведения
- Мемориальный комплекс в пустыне Негев (1963—1968)
- Белая площадь (1977—1988, Тель-Авив)
- Башня Слёз, мемориал в Яд-Ла-Ширион
- Ось Метрополиса (1980, Сержи-Понтуаз)
- Путём прав человека (1989—1993, Нюрнберг)
- Пассаж, в честь Вальтера Беньямина (1990—1994, Портбоу)
- Тропка тайного сада (1992—1999, Саппоро)
- Майян (1993—1995, префектура Миядзаки, Япония)
- Берешит (2000, префектура Кагосима, Япония)
- Памяти Регенсбургской синагоги (2005, Регенсбург, Германия)
- Мемориал жертвам национал-социализма народов синти и рома (2012, Берлин)

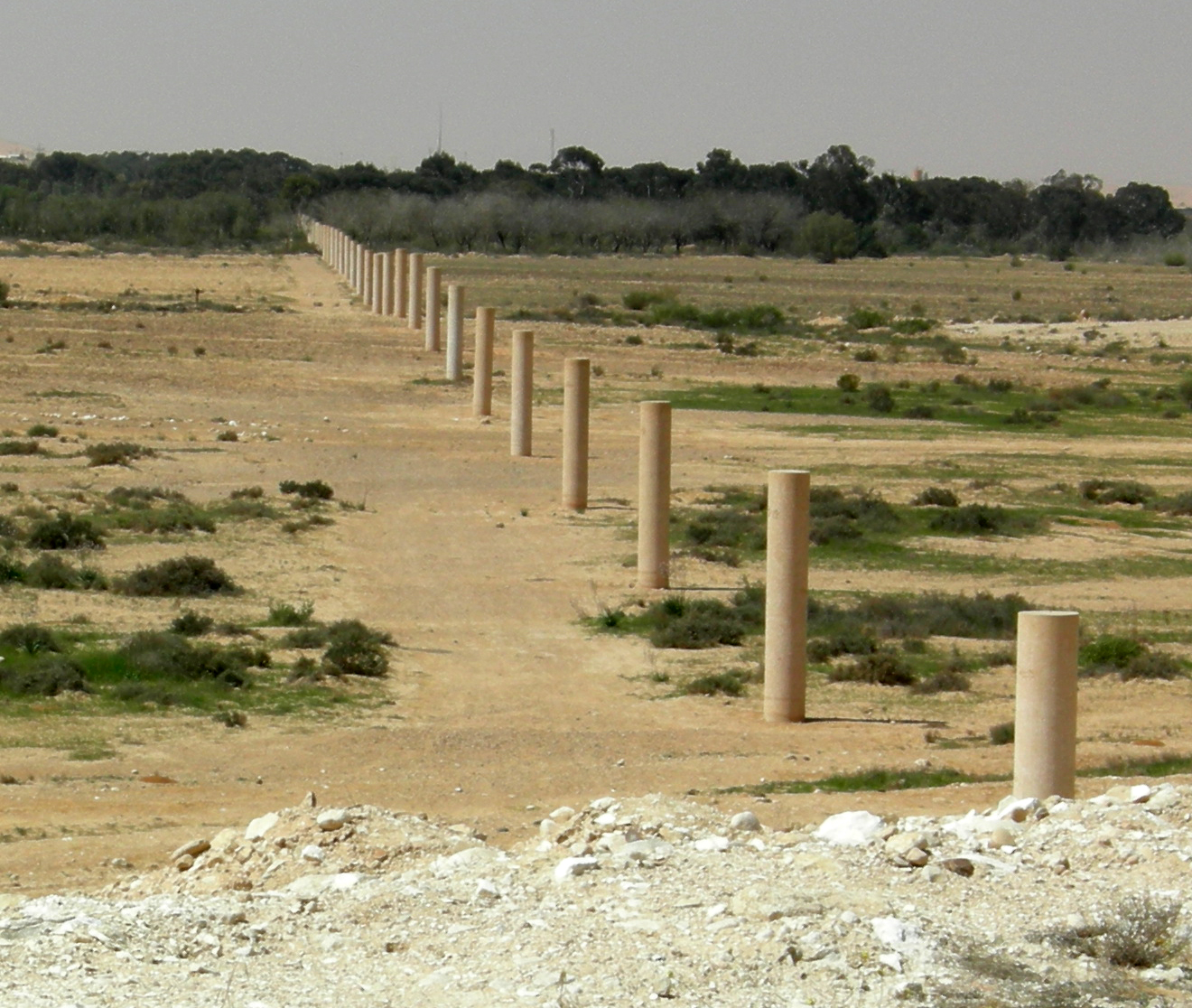
«Way of Peace» (1996—2000).
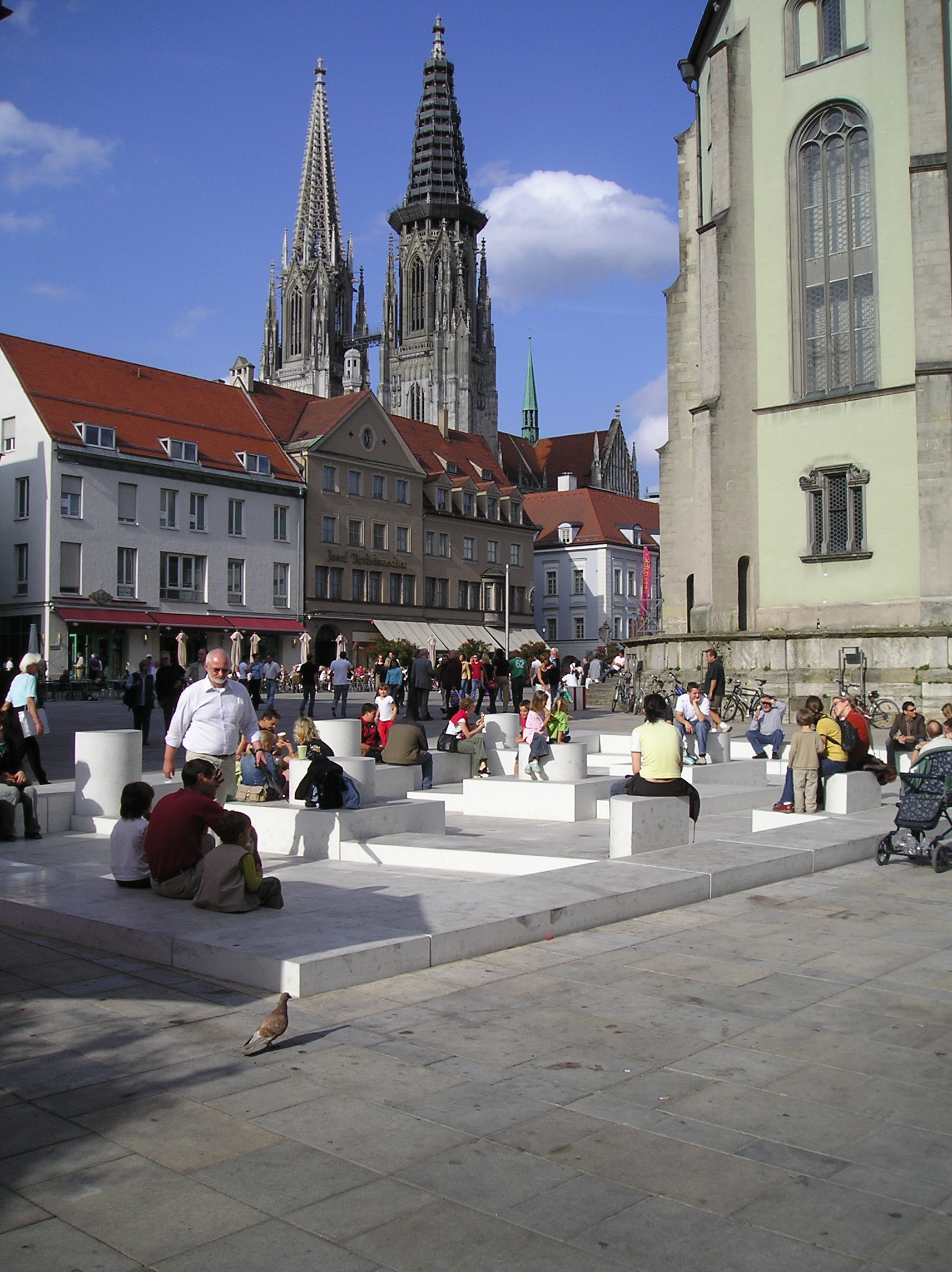
Дани Караван Памяти Регенсбургской синагоги
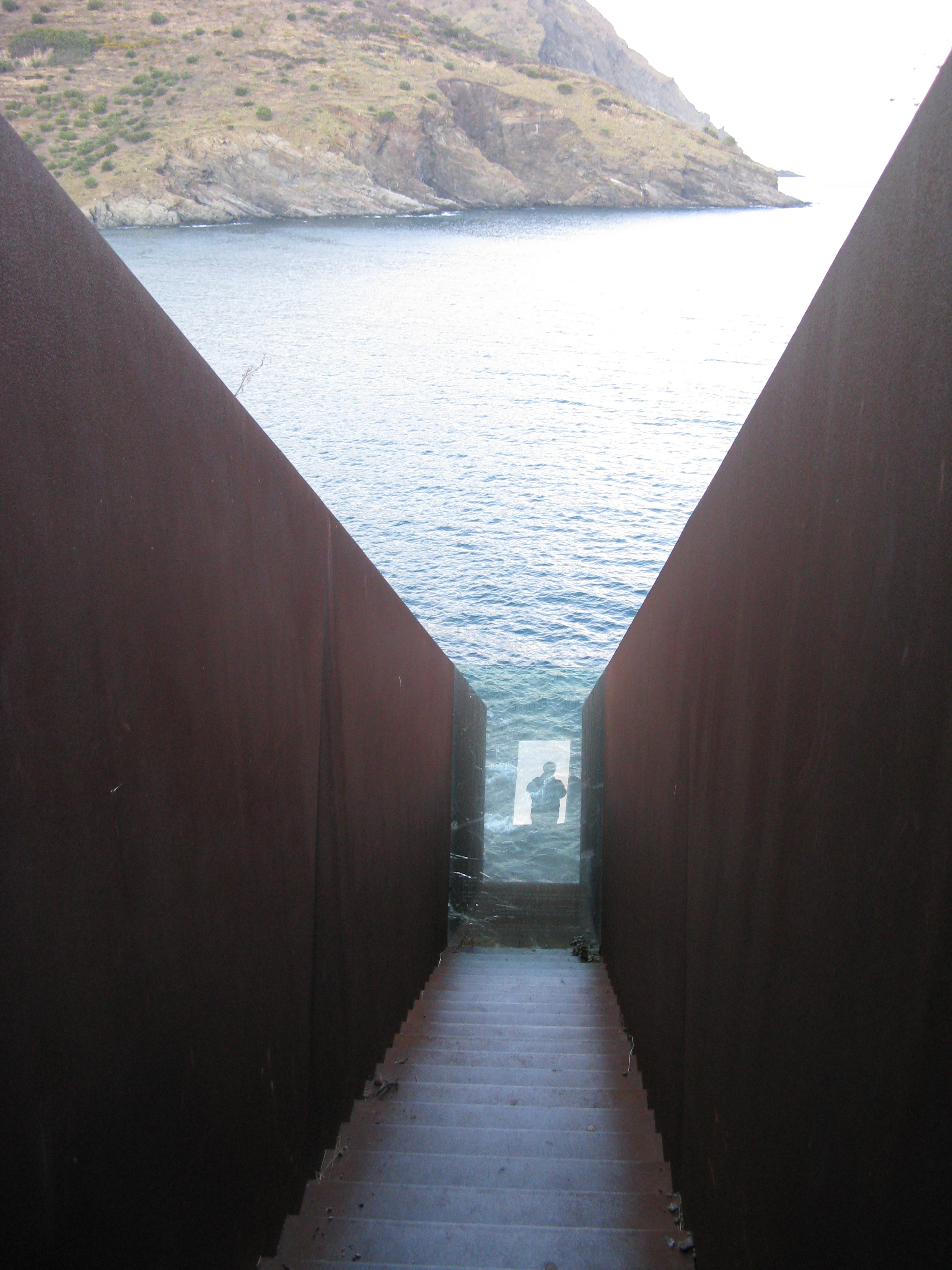
Пассаж, памяти Вальтера Беньямина

## Признание
В 1977 получил премию Израиля, в 1998 — Императорскую Премию Японии.